# Matsumoto
Matsumoto(松本市; -shi) er en by beliggende på øen Honshū i Japan. Byen har 239.115 (2021) indbyggere.

## Ekstern henvisning
- Wikimedia Commons har flere filer relateret til Matsumoto
- Matsumoto rådhus (japansk)